# Asura xantherythra
Asura xantherythra là một loài bướm đêm thuộc phân họ Arctiinae, họ Erebidae.